# Neonaphorura adulta
Neonaphorura adulta is een springstaartensoort uit de familie van de Tullbergiidae. De wetenschappelijke naam van de soort is voor het eerst geldig gepubliceerd in 1944 door Gisin.